# Параскевич Павло Кіндратович
Параскевич Павло Кіндратович (30 червня 1921, Лапківці — 20 березня 2022) — літературознавець, член правління Таврійської фундації. Кандидат філологічних наук, завідувач кафедри української літератури Херсонського державного педагогічного університету (1977—1988). Нагороджений Почесним знаком «Відмінник народної освіти УРСР», "медаллю «Будівничий України», отримав звання «Почесний громадянин міста Херсона», «Почесний професор ХДУ».

## Життєпис
Народився у селі Лапківці у селянській родині. Після закінчення Одеського механіко-технологічного технікуму цукрової промисловості перебував на службі у Радянській армії. У роки Другої світової війни Павло Кіндратович воював у складі зенітного артилерійського полку 1-го Українського фронту. На війні його доля звела із Олесем Гончарем. Після демобілізації 1946 року вступив до Ужгородського державного університету на філологічний факультет (українське відділення), який закінчив у 1951 з відзнакою. Працював учителем української мови та літератури у школах Ужгорода, навчальних закладах Хмельниччини. Надалі вступив до аспірантури та працював викладачем Херсонського державного педагогічного інституту. Успішно захистив дисертацію на тему «Героїка Великої Вітчизняної війни в українському романі 60-х рр.». З 1989 у лавах Товариства української мови, а надалі й член Херсонського обласного об'єднання Всеукраїнського товариства «Просвіта». Від 2005 є членом редколегії «Вісника Таврійської фундації».
У народному зразковому музеї історії ХДУ відкрито експозиційний комплекс присвячений 100-річному ювілею Павла Параскевича.
Помер 20 березня 2022 року.

## Праці
- «М. М. Коцюбинський. Життя і творчість в портретах, ілюстраціях, фотографіях, документах». Київ, 1968.
- «Микола Черняхівський. Життєвий і творчий шлях». (1993)
- «Сторінки літературної Херсонщини» (2 випуски)
- «Олесь Гончар і Херсонщина» (2 випуски)